# Ruwenzori

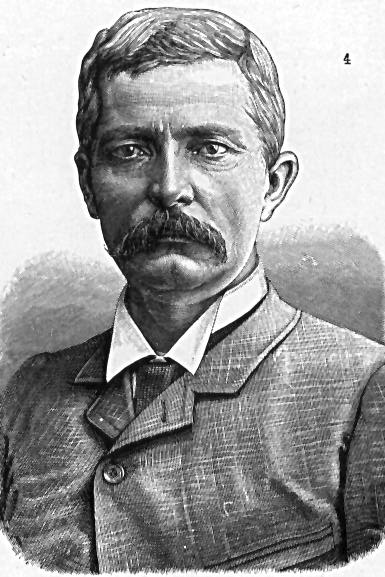
Sir Henry Morton Stanley

Ruwenzori (psáno také Rwenzori, český též Měsíční hory) je rovníkové, východoafrické pohoří ležící na hranicích Konžské demokratické republiky a Ugandy. Masiv leží v západní větvi Velké příkopové propadliny, kde vytváří 112 km dlouhý horský val (hrást). Jeho šířka dosahuje až 50 km. Strmé severozápadní úbočí Ruwenzori se zvedá nad hladinou řeky Semliki a z nakloněné vrcholové plošiny vystupuje nejvyšší vrchol pohoří, ledovcem pokrytý Mount Stanley (5 109 m).

## Geologie a vznik
Masiv Ruwenzori tvoří převážně žula a krystalinikum, kde místy mezi ně pronikly vyvřeliny. Na východních svazích pohoří jsou masivní ložiska měděných rud – chalkopyritu. Uganda zde těží pyrit s obsahem kobaltu (0,14 %). K vyzdvižení tohoto pohoří došlo rozpínáním riftového údolí, narušeného několika paralelními zlomy. Poté nápadně poklesly dvě zemské kry do hlubokých propadlin. V jedné z nich leží jezero George, v druhé zvané Semliki teče stejnojmenná řeka. Tyto dvě kry mezi sebe vtěsnaly kru třetí (masiv Ruwenzori), kterou postupně vytlačily ze dna riftového údolí jako ukloněnou hrást.

## Charakteristika
Kromě Mount Stanley se v jeho blízkosti vypíná ještě mnoho dalších vysokých, zaledněných vrcholů a na mírně nakloněném úbočí leží největší ledovcová a sněžná masa Afriky. Ruwenzori je jediné vysoké pohoří v Africe, jež není tektonického původu.
Nejvyšší vrcholy
- Mount Stanley (5 109 m)
- Mount Speke (4 890 m)
- Mount Baker (4 843 m)
- Mount Emin (4 798 m)
- Mount Gessi (4 715 m)
- Mount Luigi di Savoia (4 627 m)
- Weismann's Peak (4 620 m)
- Tatra Peak (4 560 m)

## Historie
První zmínky o pohoří byly známy již ve 4. století př. n. l. Aristoteles se zmiňoval o jakýchsi Stříbrných horách a Ptolemaios psal, že v Měsíčních horách pramení Nil. 
První Evropan, který došel první do této oblasti byl cestovatel Henry Morton Stanley v roce 1888. 
Další expedice, tentokrát italská, pod vedením hraběte z Abruzzi – Luigiho di Savoia, pořídila roku 1906 mapu pohoří a také jeho první fotografie.
V roce 1939 se vydala do hor Ruwenzori polská expedice, která jeden ze zdolaných dosud bezejmenných vrcholů nazvala Tatra Peak.

## Příroda

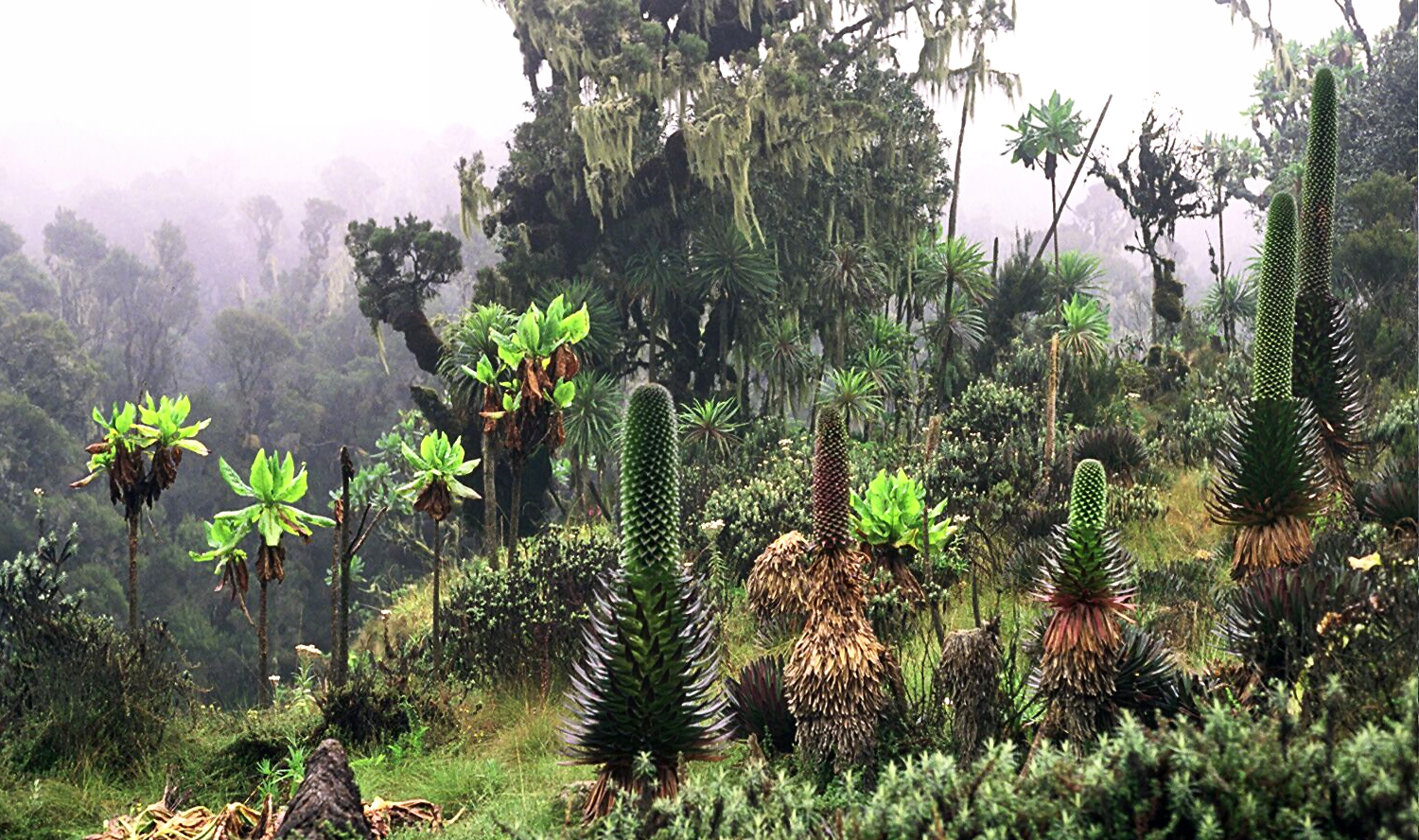
Bohatý prales plný lobelií

Mimořádně příznivý pro růst rostlin je mrholivý déšť v nižších polohách, vznikající zachytáváním vzdušného proudění a tvorbou velké oblačnosti. Rostliny zde dosahují obřích rozměrů. Obzvláště pak lobeliím, dosahujícím až 5 metrů, se zde daří. Mohutné rostliny rodu starček (Senecio) zde dorůstají k 8 metrům a některé druhy vřesů jsou až 12 metrové. Tyto velké rostliny se nacházejí nad hranicí lesa, kde je půda velmi bohatá na humus. Obří žížaly zde dorůstají až metrové délky. V nižších polohách pohoří roste rákos, papyrus či bambus.
Díky rozmanitosti a až bizarní velikosti rostlin připomínají, pověry o Ruwenzori, nadpřirozený svět. Místní kmen Bangadů žil dlouhá staletí v domnění, že tu mají svůj domov duchové. Dalším přírodním jevem je chameleon třírohý. Lesy obývá také levhart, který se vydává až k hranici sněhu. Asi nejpodivnější zdejší tvor je daman stromový, který je podobný králíkovi. Má ale místo drápů kopyta a je ze všech živočichů nejpříbuznější slonovi. Sloni se v Ruwenzori vyskytují v nižších polohách.
Ugandská vláda si uvědomuje unikátnost místní fauny i flóry a proto se rozhodla chránit pohoří Ruwenzori vyhlášením národního parku Rwenzori Mountains. Ten se rozkládá na téměř 100 000 ha v západní Ugandě a tvoří hlavní část pohoří Ruwenzori. Sousedí s národním parkem Virunga v Demokratické republice Kongo.